# Nerkin Getasjen
Nerkin Getasjen (armeniska: Ներքին Գետաշեն; "Nedre Getasjen") är en ort i Armenien. Den ligger i provinsen Gegharkunik, i den centrala delen av landet, 60 km öster om huvudstaden Jerevan. Nerkin Getasjen ligger 1 930 meter över havet och antalet invånare är 7 010. I närheten av Nerkin Getasjen ligger orten Verin Getasjen ("Övre Getasjen").
Terrängen runt Nerkin Getasjen är kuperad åt sydväst, men åt nordost är den platt. Närmaste större samhälle är Martuni, 3,0 km öster om Nerkin Getasjen. 
Trakten runt Nerkin Getasjen består i huvudsak av gräsmarker. Runt Nerkin Getasjen är det ganska tätbefolkat, med 72 invånare per kvadratkilometer.